# 魏暉倪
魏暉倪（1990年9月2日—），暱稱「人兒妹」、「暉倪」，臺灣女歌手，畢業於臺南女中、國立嘉義大學生物資源學系，曾參加過《超級偶像》海選過關。她因大學畢業時，在網路上發表畢業紀念歌曲《今年夏天》而受矚目，於2012年10月26日發行首張個人專輯《微戀愛》。

## 簡介
- 暉倪自小受愛唱聲樂的外公影響，對歌唱充滿熱情與興趣。就讀大學三年級時，第一次比賽即參加「兩岸三地澳門之歌歌唱比賽」台灣賽區初賽，以一曲〈寂寞先生〉初試啼聲，奪得中南區冠軍，代表台灣赴澳門參賽；雖然決賽時無緣得獎，卻開啟她的歌唱之路。[1]之後為期一年的時間，為了自我挑戰和賺取學費，暉倪到台灣四處征戰大大小小歌唱比賽。大學畢業之前，為自己賺下半桶金。
- 從國立嘉義大學生物資源學系畢業、2012年剛滿22歲的暉倪，被網友譽為「超級網路甜心女神」，因為名字中有個「倪」字而被暱稱為「人兒妹」，是在學校就是屬於「校花級」的人物。當初在畢業前，因為學校在臉書官網上舉辦畢業歌創作歌唱比賽，從小就愛唱歌也參加過無數比賽的暉倪，靠著哼唱及簡單優美旋律創作出一首畢業創作歌曲《今年夏天 （页面存档备份，存于）》，結果在網路迅速發燒，在學校臉書官網獲得5000個讚，贏得冠軍，更獲選該校最新畢業歌。她將自己演唱的影片上傳YouTube後，在短短20天就破了45萬的點閱率（目前已達到100萬點閱率的〈今年夏天〉），尚受到香港、中國大陸網友的注意。除了歌曲好聽，暉倪因為臺風穩健、加上長相被網友稱讚激似張鈞甯及林依晨綜合體，歌聲也被網友形容有Selina的甜美感覺，使暉倪名字迅速在亞洲各地傳開，在56網更有高達114萬的點擊率。網友爭相點閱下，暉倪的高人氣吸引新聞媒體報導，尚曾受邀請上《大學生了沒》、《姐妹淘真心話》等節目，爾後終於獲得一紙唱片合約，實現了夢想。[2]
- 2016年6月，因為低血壓昏倒後喪失嗅覺，令工作一度停擺，現以針灸治療。[3]

## 作品

### 音樂專輯
- 2012年10月26日發行《微戀愛》

1. 單純幸福
2. 微戀愛
3. 螳螂寶貝
4. 今年夏天
5. 包圍（緯來綜合台－後宮甄嬛傳片尾曲）
6. 3號球衣
7. 愛無絕人之路
8. 一朵小花
9. 路上
10. 愛上他

- 2014年4月16日發行《好好》

1. 好好
2. 我不要很浪漫 （页面存档备份，存于）（東森幼幼台－萌學園六復活之戰 片尾曲）
3. 大玩偶
4. 兩人份的幸福
5. 習慣我自己
6. 逆風飛翔

- 2018年12月28日發行《氵七木》

1. 尚水的話
2. 鼻仔出走
3. 信了就對
4. 望想阿母
5. 二七定律
6. 你你你你
7. 愛是什麼

### 單曲
| 發行年份 | 曲名         | 備註                                                                       |
| -------- | ------------ | -------------------------------------------------------------------------- |
| 2013     | 逆風飛翔     | 2013 世界棒球經典賽-中華隊應援曲                                           |
| 2013     | 心的魔法     | 〈萌學園五異界對決〉片尾曲 與彩虹姐姐、吳俊諺(鮪魚)、吳政迪 合唱           |
| 2013     | 晨曦         | 受邀勞委會桃竹苗就業中心 (由中心同仁填詞、暉倪作曲) 2014年推出首張形象歌曲 |
| 2018     | 今年夏天     | 歌詞及曲修改自《今年夏天》2012年                                           |
| 2020     | 六小時       |                                                                            |
| 2020     | 忘了你忘了我 | 翻唱自 王傑《忘了你忘了我》1988年                                          |
| 2020     | 忘不了       |                                                                            |
| 2021     | 點點         |                                                                            |
| 2023     | 逆風飛翔2023 | 2023 世界棒球經典賽-中華隊加油曲 feat.饒舌歌手兆銘Illumin8r                |

### YouTube上的歌曲(MV、影片)
| 發布日期       | 歌曲                                            | 備註                                                                               |
| -------------- | ----------------------------------------------- | ---------------------------------------------------------------------------------- |
| 2017年12月27日 | TAEYANG - '눈,코,입 EYES, NOSE, LIPS-臺語改編版 | 重新填詞：魏暉倪 Nini Wei 曲：TAEYANG                                              |
| 2017年12月28日 | 漂向北方-臺語改編版                             | 重新填詞：魏暉倪                                                                   |
| 2018年8月10日  | 今年夏天-2018                                   | 重新填詞、改曲：魏暉倪 編曲：吳俊毅                                                |
| 2019年3月8日   | 尚水的話                                        | 取自專輯《氵七木》                                                                 |
| 2019年5月2日   | 來自星星的你-臺語改編版                         | 重新填詞、音樂製作：魏暉倪                                                         |
| 2019年5月2日   | 我是妳的鼻                                      | 蕭煌奇《你是我的眼》cover 重新填詞、音樂製作： 魏暉倪 導演：Rouman Kang 吉他：維尼 |
| 2019年5月20日  | 六小時                                          |                                                                                    |
| 2019年5月31日  | 對不起我愛你-臺語改編版                         | 《中島美嘉- 雪の華》cover                                                          |
| 2019年6月4日   | 好好                                            | 取自專輯《好好》                                                                   |
| 2019年6月4日   | 我不要很浪漫                                    | 取自專輯《好好》 萌學園六復活之戰 片尾曲                                           |
| 2019年6月4日   | 為你我受冷風吹                                  | 林憶蓮《為你我受冷風吹》cover                                                      |
| 2019年6月4日   | 單純幸福                                        | 取自專輯《微戀愛》                                                                 |
| 2019年6月4日   | 今年夏天-2012                                   | 取自專輯《微戀愛》                                                                 |
| 2019年6月4日   | 包圍                                            | 取自專輯《微戀愛》 電視劇 後宮甄嬛傳 片尾曲                                        |
| 2019年6月4日   | 螳螂寶貝                                        | 取自專輯《微戀愛》                                                                 |
| 2019年6月4日   | 微戀愛                                          | 取自專輯《微戀愛》                                                                 |
| 2019年6月14日  | 後會無期                                        | 朴樹《平凡之路Ordinary Path》cover                                                 |
| 2019年10月8日  | 說好不哭-臺語改編版                             | 重新填詞：魏暉倪                                                                   |
| 2019年12月24日 | 大田后生仔                                      | 丫蛋蛋《大田後生仔》cover                                                          |
| 2020年8月23日  | 忘了你忘了我                                    | 王傑《忘了你忘了我》cover                                                          |
| 2021年2月17日  | 忘不了                                          |                                                                                    |
| 2021年5月24日  | 我曾經毫無指望的愛過你                          | 晏鴆《我曾經毫無指望的愛過你》cover                                                |
| 2021年5月26日  | 倪的土味小甜歌                                  | 湖南衛視 戀愛綜藝 一鍵傾心 插曲                                                    |
| 2021年5月31日  | Last Dance                                      | 伍佰《Last Dance》cover                                                            |
| 2021年6月2日   | 情字這條路                                      | 潘越雲《情字這條路》cover                                                          |
| 2021年6月7日   | 我要你                                          | 任素汐《我要你》cover                                                              |
| 2021年6月9日   | Summer Time                                     | 麥吉_Maggie x 蓋蓋Nyan《Summertime》cover                                          |
| 2021年6月14日  | 再見我的愛人                                    | 鄧麗君《再見我的愛人》cover                                                        |
| 2021年6月16日  | 世間美好與你環環相扣                            | 柏松《世間美好與你環環相扣》cover                                                  |
| 2021年6月21日  | 鼻仔出走                                        | 取自專輯《氵七木》                                                                 |
| 2021年6月23日  | 陽光總在風雨後                                  | 許美靜《陽光總在風雨後》cover                                                      |
| 2021年6月28日  | 熱愛105°c的你-臺語改編版                        | 阿肆《熱愛105°C的你》cover                                                         |
| 2021年6月30日  | 望想阿母                                        | 取自專輯《氵七木》                                                                 |
| 2021年7月12日  | 愛上他                                          |                                                                                    |
| 2021年7月19日  | 如果有來生                                      | 譚維維《如果有來生》cover                                                          |
| 2021年7月26日  | 愛無絕人之路                                    |                                                                                    |
| 2021年8月2日   | 往事就是我的安慰-國語改編版                     | 陳雷《往事就是我的安慰》cover                                                      |
| 2021年8月17日  | 二七定律                                        | 取自專輯《氵七木》                                                                 |
| 2021年8月30日  | 路上                                            |                                                                                    |

### 電影
| 年度   | 戲劇名稱             | 飾演角色 |
| ------ | -------------------- | -------- |
| 2013年 | 《Young Guns》       |          |
| 2015年 | 《鐵獅玉玲瓏2》      | 倪倪     |
| 2016年 | 《萌學園之尋找盤古》 | 陶喜兒   |

### 微電影
- 2012年 《寶島眼鏡微電影》
- 2014年 《最甜蜜時光》

### 偶像劇
| 年度   | 首播頻道   | 戲劇名稱            | 飾演角色       |
| ------ | ---------- | ------------------- | -------------- |
| 2013年 | 東森幼幼台 | 《萌學園5異界對決》 | 陶喜兒         |
| 2014年 | 東森幼幼台 | 《萌學園6復活之戰》 | 陶喜兒         |
| 2014年 | 民視       | 《你照亮我星球》    | 暉倪           |
| 2016年 | 公視       | 《外星有情人》      | 小婕/ 年輕小玥 |
| 2018年 | 浙江衛視   | 《扶搖》            | 簡雪/德夫人    |
| 2021年 | 騰訊視頻   | 《陪你到世界終結》  | 時唯           |

### 外景主持
- 2020年 《大陸尋奇》

## 代言

### 2012年
- 紅心辣椒手機遊戲《漂浮樂園》
- 甜蜜約定金飾
- 中華電信Wi-Fi無限通 （页面存档备份，存于）

### 2013年
- Avivi女鞋代言
- Too Style護唇球代言

### 2014年
- 躾 SHITSUKE日本洗面乳

## 外部連結
- 暉倪 Nini （页面存档备份，存于） Facebook 專頁
- 人兒妹(暉倪)Youtube官方專屬頻道 （页面存档备份，存于）
- 人兒妹(暉倪)官方微博 （页面存档备份，存于）